# Lukács Lóránt
Lukács Lóránt (Budapest, 1934. november 27. – 2025. február 26.) magyar motorcsónak-versenyző, motorversenyző, Balázs Béla-díjas operatőr, filmrendező, érdemes művész. Egy időben[mikor?] a Magyar Operatőrök Társasága kuratóriumának elnöke volt.

## Életpályája
1945–1950 között a budapesti Szent Imre Gimnáziumban tanult. 1950–1953 között a Petőfi Sándor Gimnázium tanulója volt. 1954–1961 között a Budapesti Honvéd Sportegyesület sportolója volt. 1955-ben gyorsasági bajnok volt. 1955–1956 között sorkatonai szolgálatot teljesített.
1961–1965 között a Színház- és Filmművészeti Főiskola hallgatója volt, ahol Illés György és Makk Károly tanította. 1961–1971 között motorcsónak-versenyző, 10-szeres bajnok. Mint sportoló kezdett el fotózni; előbb sport-, majd művészeti fotókat készített. 1965–1996 között a Magyar Televízió operatőre, főoperatőre és rendezője is volt.

## Családja
Szülei Lukács István Miklós (1907–1989) és Balczer Anna (1907–1989) voltak. Egy lánya született, Eszter (1996).

## Filmjei

### Operatőrként
- Rómeó, Júlia és a sötétség (1960)
- Villon (1965)
- A tenger csendje (1965)
- Sokan voltunk (1966)
- Tök az adu (1967)
- VII. Olivér (1969)
- Hacky Tamás show – Ex antiquis (1970)
- A gyáva (1971)
- A vendég (1971)
- Médeia (1971)
- A hasonmás (1971)
- Uborkafa (1971)
- Ágis tragédiája (1971)
- A vasrács (1971)
- Egy óra Rábai Miklósnál (1971)
- Papírkivágások (1971)
- Minden út hozzád vezet (1972)
- Hazai történetek (1972)
- Az elszabadult idő (1972)
- Add a kezed (1972)
- Az utolsó tekercs (1972)
- Különös vadászat (1972)
- Mia Mayo tévedése (1973)
- Ágyak a horizonton (1973)
- Sárkányölő (1973)
- A helyettes (1973)
- Hétvége: Akire várunk – Amire emlékezünk (1974)
- A menekülő herceg (1974)
- A labda (1974)
- Szép maszkok (1974)
- A Z utcai postarablás hiteles története (1974)
- Felelet 1–8. (1975)
- A méla Tempefői (1976)
- Beszterce ostroma (1976)
- Hungária Kávéház (1976)
- Luther Márton és Münzer Tamás (1976)
- Csongor és Tünde (1976)
- Illetlenek (1977)
- Január (1978)
- Teréz (1978)
- Abigél 1–4. (1978)
- Philémón és Baukisz (1978)
- Fent a Spitzbergáknál (1978)
- Aki mer, az nyer (1979)
- Két történet a félmúltból (1979)
- A téglafal mögött (1979)
- Két pisztolylövés (1980)
- Ezer év (1980)
- Csupajóvár (1980)
- A Mi Ügyünk, avagy az utolsó hazai maffia hiteles története 1-2. (1980)
- A névtelen vár 1–6. (1981)
- A filozófus (1981)
- Leányvásár (1982)
- Vendéglátás (1982)
- Fehér rozsda (1982)
- Egy lócsiszár virágvasárnapja (1983)
- Rohamsisakos Madonna (1984)
- Szálka, hal nélkül (1984)
- Laodomeia (1984)
- Különös házasság 1–4. (1984)
- Tizenötezer pengő jutalom (1985)
- A falu jegyzője 1–4. (1986)
- Kreutzer szonáta (1987)
- Az én nevem Jimmy 1–4. (1987)
- A templomos lovagok kincse (1992)
- Ábel az országban 1–2. (1994)
- Családi kör (1994)
- Mindszenty József – Devictus Vincit 1–2. (1994)
- Ábel Amerikában 1–2. (1997)
- Kisváros (1997–2001)
- Mikor síel az oroszlán? (2001)
- Csendkút (2007)

### Operatőr-rendezőként
- A legutolsó mohikánok – Indiánok (1976)
- Három tenger szigete – Szicília (1981)
- Ronald Reagan (Tájak, városok, emberek sorozat) (1982)
- Kicsoda ön, Andreas Papandreu? (1985)
- Girej kán Cannes-ban (1990)

### Színészként
- Angyalbőrben (1991)

## Díjai
- Érdemes Sportoló (1968)
- Kulturális miniszter nívódíja (1980)
- Tavaszi Fesztivál-díj (1987)
- Film- és Tévékritikusok díja (1987)